# Streptocarpus
Streptocarpus Lindl., 1828  è un genere di piante della famiglia Gesneriaceae, diffuso nell'Africa subsahariana. È l'unico genere della tribù Streptocarpinae.

## Tassonomia
In base a recenti studi filogenetici il genere include anche le specie che in passato venivano assegnate ai generi Colpogyne, Hovanella, Linnaeopsis, Saintpaulia e
Schizoboea.

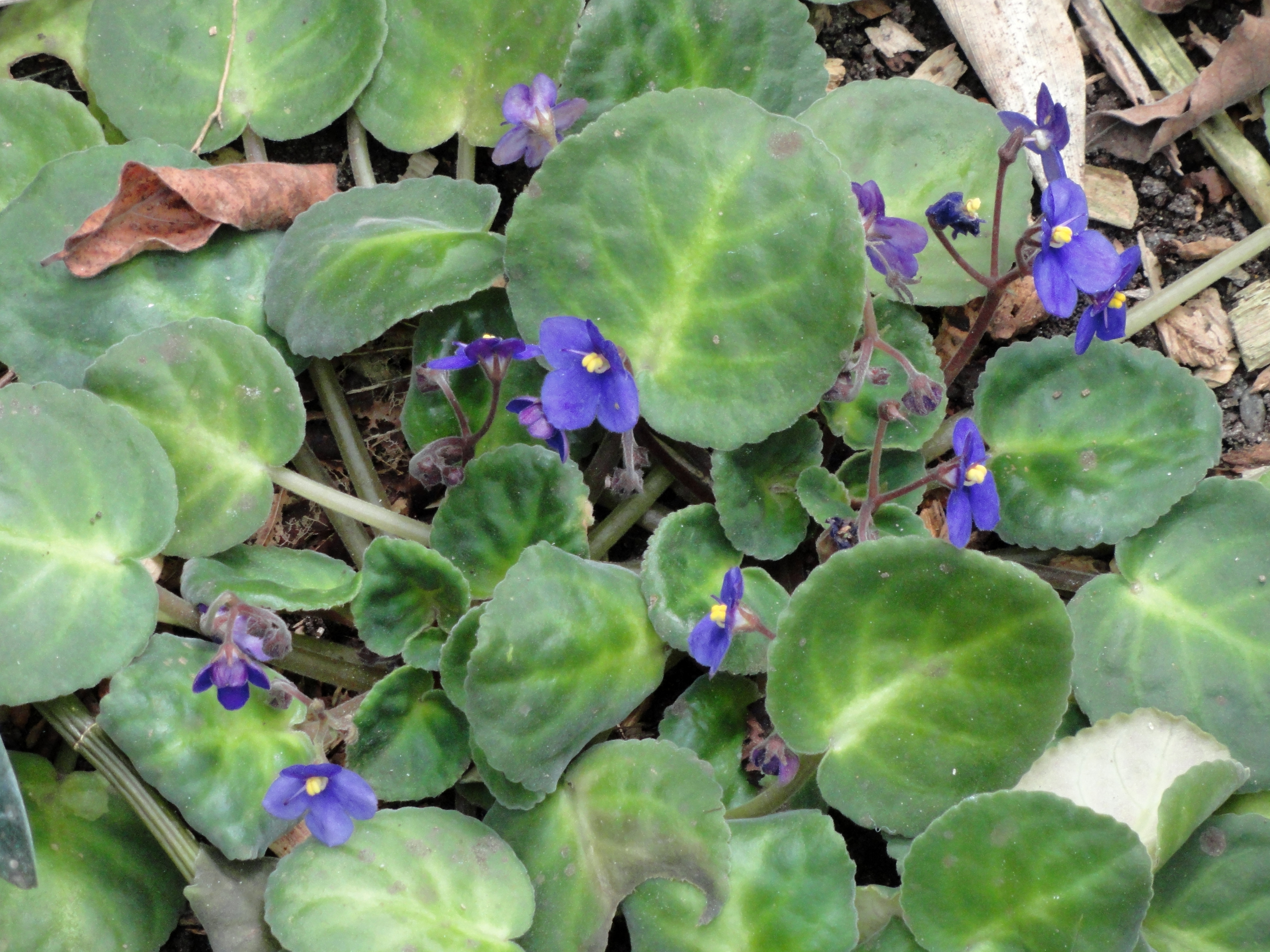
Streptocarpus brevipilosus

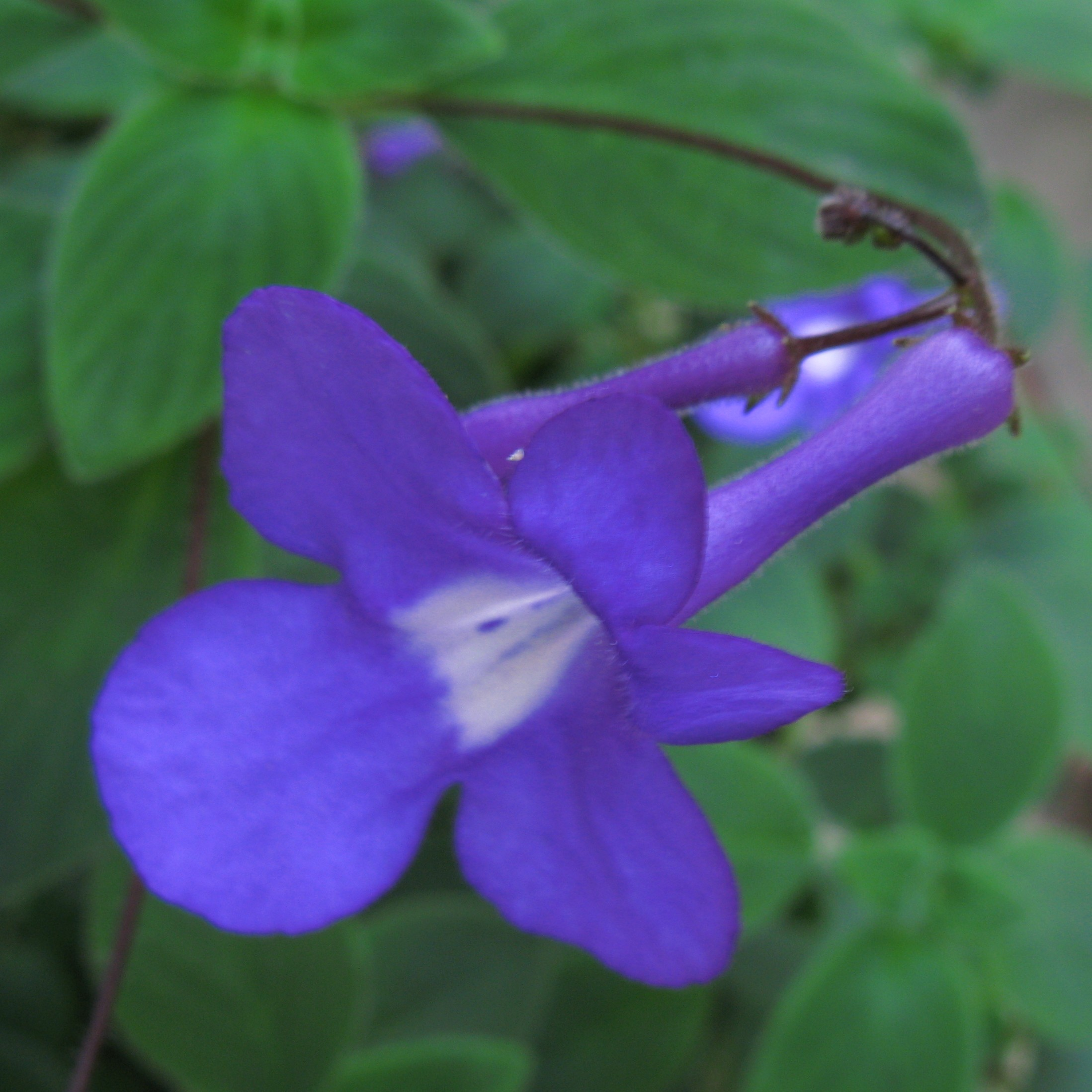
Streptocarpus caulescens

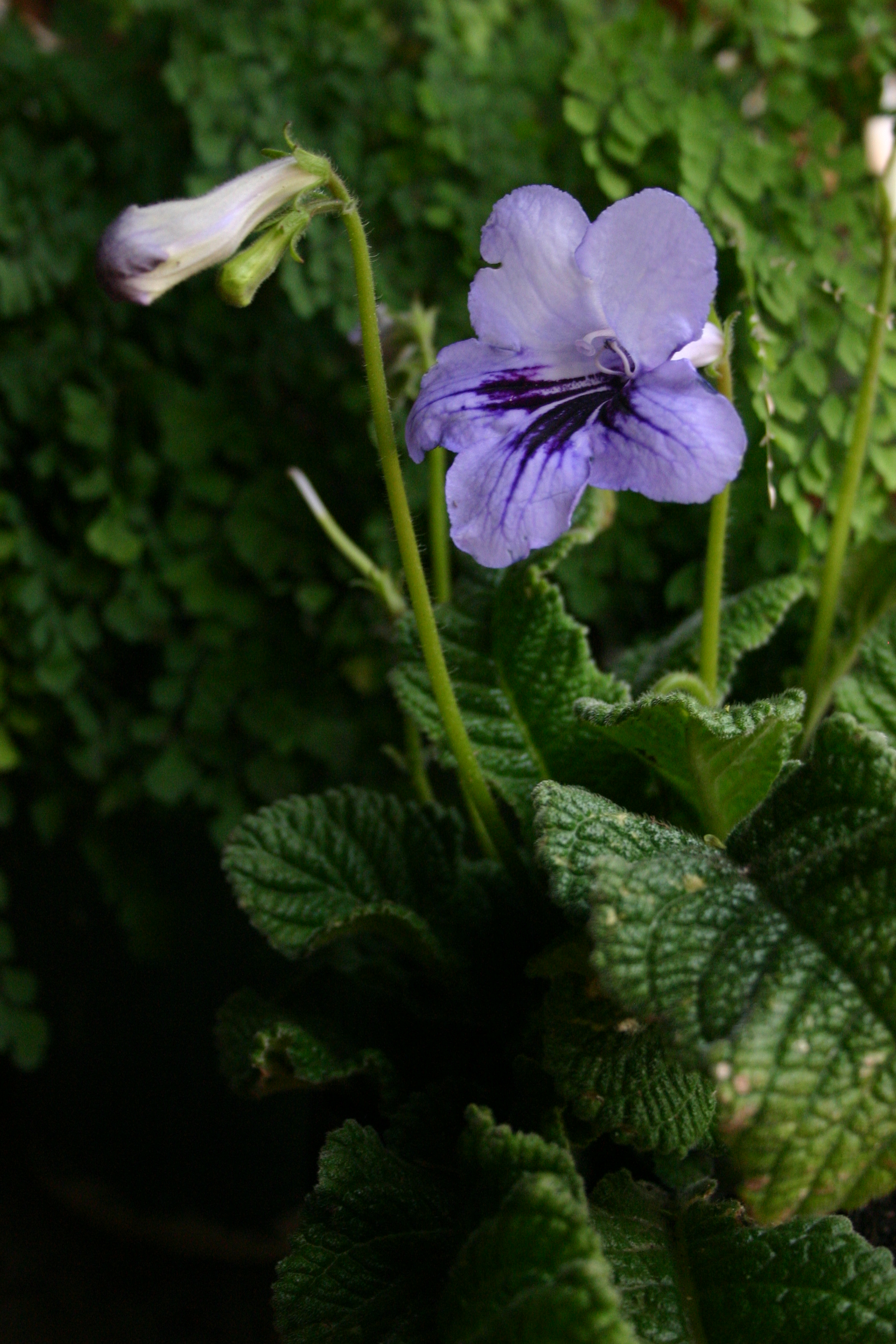
Streptocarpus formosus

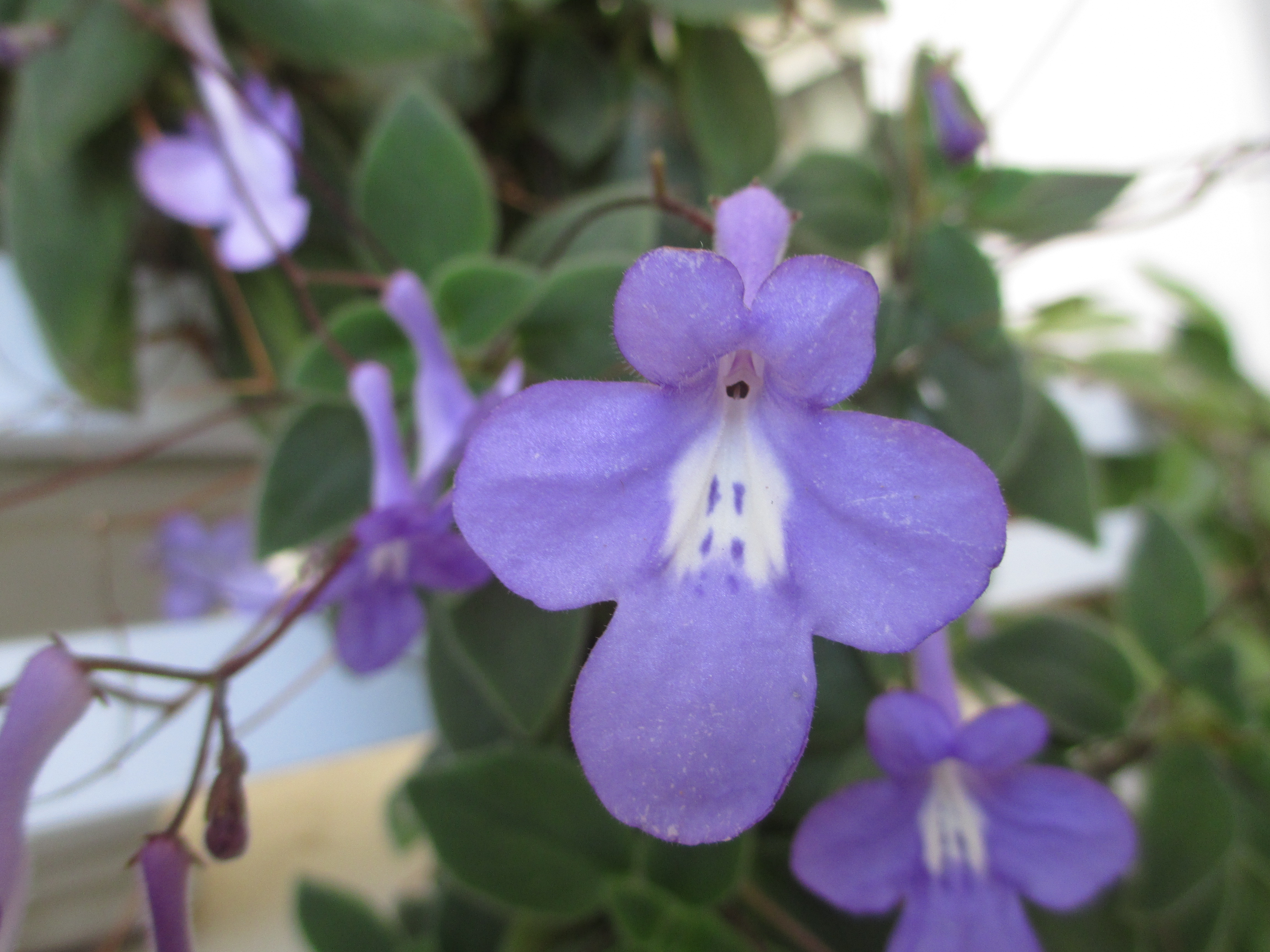
Streptocarpus saxorum

Il genere comprende le seguenti specie:
- Streptocarpus acicularis I.Darbysh. & Massingue
- Streptocarpus actinoflorus T.J.Edwards & M.Hughes
- Streptocarpus afroviola Christenh.
- Streptocarpus albus (E.A.Bruce) I.Darbysh.
- Streptocarpus andohahelensis Humbert
- Streptocarpus arcuatus Hilliard & B.L.Burtt
- Streptocarpus aylae T.J.Edwards
- Streptocarpus bambuseti B.L.Burtt
- Streptocarpus bampsii Eb.Fisch. & I.Darbysh.
- Streptocarpus baudertii L.L.Britten
- Streptocarpus beampingaratrensis Humbert
- Streptocarpus betsiliensis Humbert
- Streptocarpus bindseili Eb.Fisch.
- Streptocarpus boinensis Humbert
- Streptocarpus bolusii C.B.Clarke
- Streptocarpus brachynema Hilliard & B.L.Burtt
- Streptocarpus breviflos (C.B.Clarke) C.B.Clarke
- Streptocarpus brevipilosus (B.L.Burtt) Mich.Möller & Haston
- Streptocarpus brevistamineus Humbert
- Streptocarpus buchananii C.B.Clarke
- Streptocarpus bullatus Mansf.
- Streptocarpus burttianus Pócs
- Streptocarpus burundianus Hilliard & B.L.Burtt
- Streptocarpus caeruleus Hilliard & B.L.Burtt
- Streptocarpus campanulatus B.L.Burtt
- Streptocarpus candidus Hilliard
- Streptocarpus capuronii Humbert
- Streptocarpus caulescens Vatke
- Streptocarpus compressus B.L.Burtt
- Streptocarpus confusus Hilliard
- Streptocarpus cooksonii B.L.Burtt
- Streptocarpus cooperi C.B.Clarke
- Streptocarpus cordifolius Humbert
- Streptocarpus coursii Humbert
- Streptocarpus cyanandrus B.L.Burtt
- Streptocarpus cyaneus S.Moore
- Streptocarpus daviesii N.E.Br. ex C.B.Clarke
- Streptocarpus davyi S.Moore
- Streptocarpus decipiens Hilliard & B.L.Burtt
- Streptocarpus denticulatus Turrill
- Streptocarpus diandra (Engl.) Nishii & Mich.Möller
- Streptocarpus dolichanthus Hilliard & B.L.Burtt
- Streptocarpus dunnii Mast.
- Streptocarpus elongatus Engl.
- Streptocarpus erubescens Hilliard & B.L.Burtt
- Streptocarpus euanthus Mansf.
- Streptocarpus exsertus Hilliard & B.L.Burtt
- Streptocarpus eylesii S.Moore
- Streptocarpus fanniniae  Harv. ex C.B.Clarke
- Streptocarpus fasciatus T.J.Edwards & Kunhardt
- Streptocarpus fenestra-dei Weigend & T.J.Edwards
- Streptocarpus floribundus Weigend & T.J.Edwards
- Streptocarpus formosus (Hilliard & B.L.Burtt) T.J.Edwards
- Streptocarpus galpinii Hook.f.
- Streptocarpus gardenii Hook.
- Streptocarpus glabrifolius Humbert
- Streptocarpus glandulosissimus Engl.
- Streptocarpus goetzeanus (Engl.) Christenh.
- Streptocarpus goetzei Engl.
- Streptocarpus gonjaensis Engl.
- Streptocarpus grandis N.E.Br.
- Streptocarpus haygarthii N.E.Br. ex C.B.Clarke
- Streptocarpus heckmannianus (Engl.) I.Darbysh.
- Streptocarpus hilburtianus T.J.Edwards
- Streptocarpus hildebrandtii Vatke
- Streptocarpus hilsenbergii R.Br.
- Streptocarpus hirsutissimus E.A.Bruce
- Streptocarpus hirticapsa B.L.Burtt
- Streptocarpus hirtinervis C.B.Clarke
- Streptocarpus holstii Engl.
- Streptocarpus huamboensis Hilliard & B.L.Burtt
- Streptocarpus ibityensis Humbert
- Streptocarpus inconspicuus (B.L.Burtt) Christenh.
- Streptocarpus inflatus B.L.Burtt
- Streptocarpus insularis Hutch. & Dalziel
- Streptocarpus integrifolius B.L.Burtt
- Streptocarpus ionanthus (H.Wendl.) Christenh.
- Streptocarpus itremensis B.L.Burtt
- Streptocarpus johannis L.L.Britten
- Streptocarpus kamerunensis (Engl.) Christenh.
- Streptocarpus katangensis De Wild. & T.Durand
- Streptocarpus kentaniensis L.L.Britten & Story
- Streptocarpus kimbozanus B.L.Burtt
- Streptocarpus kirkii Hook.f.
- Streptocarpus kungwensis Hilliard & B.L.Burtt
- Streptocarpus kunhardtii T.J.Edwards
- Streptocarpus lanatus MacMaster
- Streptocarpus latens Hilliard & B.L.Burtt
- Streptocarpus leandrii Humbert ex B.L.Burtt
- Streptocarpus leptopus Hilliard & B.L.Burtt
- Streptocarpus levis B.L.Burtt
- Streptocarpus lilliputana Bellstedt & T.J.Edwards
- Streptocarpus lineatus (B.L.Burtt) Mich.Möller & M.Hughes
- Streptocarpus linguatus B.L.Burtt
- Streptocarpus lokohensis Humbert
- Streptocarpus longiflorus (Hilliard & B.L.Burtt) T.J.Edwards
- Streptocarpus macropodus B.L.Burtt
- Streptocarpus madagascaricus (C.B.Clarke) Christenh.
- Streptocarpus makabengensis Hilliard
- Streptocarpus malachiticola Eb.Fisch. & I.Darbysh.
- Streptocarpus malaissei Eb.Fisch. & I.Darbysh.
- Streptocarpus mandrerensis Humbert
- Streptocarpus mangindranensis Humbert
- Streptocarpus mannii (C.B.Clarke) Nishii & Mich.Möller
- Streptocarpus masisicnsis De Wild.
- Streptocarpus mazumbaiensis I.Darbysh.
- Streptocarpus mbeyensis I.Darbysh.
- Streptocarpus meyeri B.L.Burtt
- Streptocarpus michelmorei B.L.Burtt
- Streptocarpus micranthus C.B.Clarke
- Streptocarpus milanjianus Hilliard & B.L.Burtt
- Streptocarpus modestus L.L.Britten
- Streptocarpus molweniensis Hilliard
- Streptocarpus monophyllus Welw.
- Streptocarpus montanus Oliv.
- Streptocarpus montigena L.L.Britten
- Streptocarpus montis-bingae Hilliard & B.L.Burtt
- Streptocarpus muscicola Engl.
- Streptocarpus muscosa C.B.Clarke
- Streptocarpus myoporoides  Hilliard & B.L.Burtt
- Streptocarpus nimbicola Hilliard & B.L.Burtt
- Streptocarpus nitidus (B.L.Burtt) Mich.Möller & Haston
- Streptocarpus nobilis C.B.Clarke
- Streptocarpus occultus Hilliard
- Streptocarpus oliganthus B.L.Burtt
- Streptocarpus pallidiflorus C.B.Clarke
- Streptocarpus papangae Humbert
- Streptocarpus parensis B.L.Burtt
- Streptocarpus parviflorus Hook.f.
- Streptocarpus peltatus Randrian., Phillipson, Lowry & Mich.Möller
- Streptocarpus pentherianus Fritsch
- Streptocarpus perrieri Humbert
- Streptocarpus phaeotrichus Chiov. ex B.L.Burtt
- Streptocarpus plantaginea Vatke
- Streptocarpus pogonites Hilliard & B.L.Burtt
- Streptocarpus pole-evansii I.Verd.
- Streptocarpus polyanthus Hook.
- Streptocarpus polyphyllus Humbert
- Streptocarpus porphyrostachys Hilliard
- Streptocarpus primulifolius Gand.
- Streptocarpus prolixus C.B.Clarke
- Streptocarpus prostratus (Humbert) B.L.Burtt
- Streptocarpus pumilus B.L.Burtt
- Streptocarpus pusillus Harv. ex C.B.Clarke
- Streptocarpus revivescens Humbert ex B.L.Burtt
- Streptocarpus rexii (Bowie ex Hook.) Lindl.
- Streptocarpus rhodesianus S.Moore
- Streptocarpus rimicola Story
- Streptocarpus roseoalbus Weigend & T.J.Edwards
- Streptocarpus salesianorum Eb.Fisch. & I.Darbysh.
- Streptocarpus sambiranensis Humbert
- Streptocarpus saundersii Hook.
- Streptocarpus saxorum Engl.
- Streptocarpus schaijesii Eb.Fisch. & I.Darbysh.
- Streptocarpus schliebenii Mansf.
- Streptocarpus semijunctus B.L.Burtt
- Streptocarpus shumensis (B.L.Burtt) Christenh.
- Streptocarpus silvaticus Hilliard
- Streptocarpus solenanthus Mansf.
- Streptocarpus stellulifer B.L.Burtt
- Streptocarpus stenosepalus B.L.Burtt
- Streptocarpus stomandrus B.L.Burtt
- Streptocarpus strigosus (Hook.f.) Nishii & Mich.Möller
- Streptocarpus suborbicularis B.L.Burtt
- Streptocarpus subscandens (B.L.Burtt) I.Darbysh.
- Streptocarpus suffruticosus Humbert
- Streptocarpus tanala Humbert
- Streptocarpus teitensis (B.L.Burtt) Christenh.
- Streptocarpus thompsonii R.Br.
- Streptocarpus thysanotus Hilliard & B.L.Burtt
- Streptocarpus trabeculatus Hilliard
- Streptocarpus tsaratananensis Humbert ex B.L.Burtt
- Streptocarpus tsimihetorum Humbert
- Streptocarpus ulugurensis (Haston) Haston
- Streptocarpus umtaliensis B.L.Burtt
- Streptocarpus vandeleurii Baker f. & S.Moore
- Streptocarpus variabilis Humbert
- Streptocarpus velutinus B.L.Burtt
- Streptocarpus venosus B.L.Burtt
- Streptocarpus vestitus (Baker) Christenh.
- Streptocarpus wendlandii Sprenger
- Streptocarpus wilmsii Engl.
- Streptocarpus wittei De Wild.
- Streptocarpus zimmermannii Engl.